# サンタクララ郡
サンタクララ郡（英: Santa Clara County）は、アメリカ合衆国カリフォルニア州にある郡である。人口は193万6259人（2020年）。郡庁所在地はサンノゼである。地理的にシリコンバレーの大半が含まれる。

## 地理

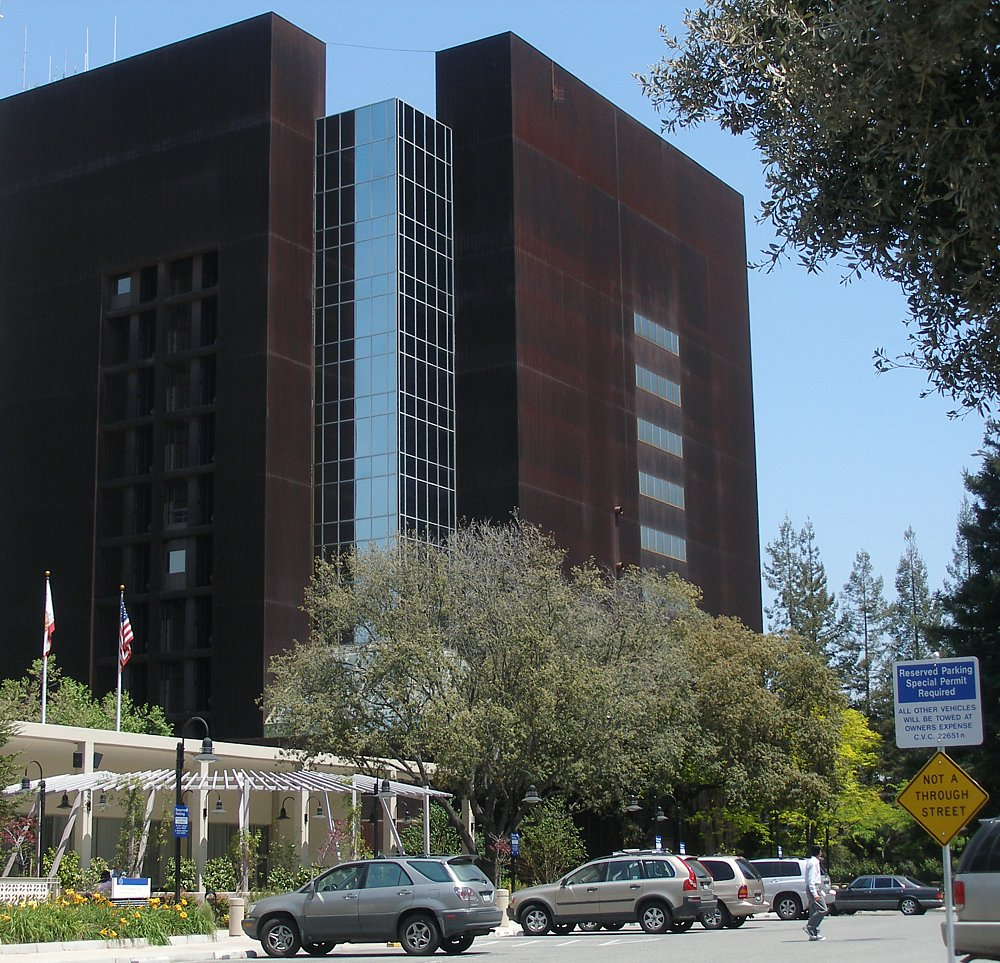
サンタクララ郡庁舎(2006年5月)

アメリカ合衆国統計局によると、この郡は総面積3,377 km2 (1,304 mi2) である。このうち3,343 km2 (1,291 mi2) が陸地で34 km2 (13 mi2) が水域である。総面積の1.02%が水域となっている。

### 隣接する郡
- サンベニト郡 (南)
- サンタクルーズ郡 (南、南西)
- サンマテオ郡 (北西)
- アラメダ郡 (北)
- スタニスラウス郡 (東)
- マーセド郡 (南東)

## 都市

### 市
- サンノゼ（郡庁所在地）
- サニーベール
- サンタクララ
- マウンテンビュー
- ミルピタス
- パロアルト
- クパチーノ
- ギルロイ
- モーガンヒル
- キャンベル
- ロスアルトス
- サラトガ
- モンテセレノ

### 町
- ロスガトス
- ロスアルトスヒルズ

### 国勢調査指定地域
- スタンフォード

## 人口動静
2000年の国勢調査によると、この郡は人口1,682,585人、565,863世帯、及び395,538家族が暮らしている。人口密度は503人/km2 (1,304/mi2) である。平均すると、建築住宅数は579,329軒で、住宅建築密度は173軒/km2 (449/mi2)。この郡の人種的な構成は白人53.83%、アフリカ系アメリカ人2.80%、先住民0.67%、アジア系25.56%、太平洋諸島系0.34%、その他の人種12.13%、及び混血4.66%である。人口の23.98%はヒスパニックまたはラテン系である。
この郡内の住民は24.70%が18歳未満の未成年、18歳以上24歳以下が9.30%、25歳以上44歳以下が35.40%、45歳以上64歳以下が21.00%、及び65歳以上が9.50%にわたっている。中央値年齢は34歳である。女性100人当たりの男性は102.80人である。18歳以上の女性100人当たりの男性は101.90人である。
この郡内の一世帯当たりの平均的な収入は74,335米ドルであり、一家族当たりの平均的な収入は81,717米ドルである。男性は56,240米ドルに対して女性は40,574米ドルの平均的な収入がある。この郡の一人当たりの収入は32,795米ドルである。人口の7.50%及び家族の4.90%は貧困線以下である。全人口のうち18歳未満の8.40%及び65歳以上の6.40%は貧困線以下の生活を送っている。
なお、サンタクララ郡は、不法移民に対して比較的寛容な施策を採る聖域都市であり、統計に反映されない住民も多数存在する可能性がある。

## 郡内の大学
- スタンフォード大学 (Stanford University)
- サンタクララ大学 (Santa Clara University)
- サンノゼ州立大学 (San Jose State University)
- ディアンザカレッジ (De Anza College)
- フットヒルカレッジ (Foothill College)